# Доровской, Сергей Борисович
Сергей Борисович Доровской (14 ноября 1953, Усмань — 9 августа 2018) — советский и российский партийный и государственный деятель. Вице-губернатор Липецкой области (1998—2002).

## Биография
Сергей Доровской родился 14 ноября 1953 года в Усмани Липецкой области. Окончил Воронежский сельскохозяйственный институт. Начал работать в колхозе, затем работал в комсомоле и партийных органах, дослужился до первого секретаря Елецкого райкома КПСС и председателя райисполкома. В 1986 - 1987 годах — председатель Усманского райисполкома. После возглавлял елецкий филиал Уникомбанка.
С 1998 по 2002 год был вице-губернатором Липецкой области в команде Олега Королёва, который был избран в первый раз и возглавлял регион до 2 октября 2018 года. После ухода из областной администрации возглавил ОАО «Липецккомплекс», затем ушёл на пенсию.
По версии следствия, в марте 2000 года Доровской заказал бизнесмену Павлу Сопоту нападение на журналиста «Новой газеты» Игоря Домникова. Следователи считают мотивом критические публикации журналиста о положении дел в Липецкой области. Павел Сопот привлёк боевиков татарской ОПГ Эдуарда Тагирьянова, которые 12 мая 2000 года забили Игоря Домникова молотком в подъезде его дома. Сергей Доровской осуждён не был, дело в его отношении в 2015 году было прекращено за истечением срока давности. 
Доровской умер 9 августа 2018 года.